# Де Росси, Иван Яковлевич
Иван Яковлевич де Росси (при рождении Джованни де Росси, итал. Giovanni de Rossi; 1699, Милан, Ломбардия — 1769 или 1770, Санкт-Петербург, Российская империя) — русский архитектор итальянского происхождения, автор зданий и архитектурных ансамблей в Санкт-Петербурге и его окрестностях. Старший советник Канцелярии от строений, квадратор, каменный мастер. Выехал из Милана в Петербург при Петре Великом. Работал в Александро-Невской лавре. Потомок миланских дворян, Иван Яковлевич стал основателем русского рода Де Росси.

## Биография
Во времена Петра Великого в Россию приехало множество иностранных специалистов — учёных, инженеров, зодчих. Среди последних был и представитель миланского дворянского рода Де Росси, принявший участие в обустройстве Санкт-Петербурга. Зодчий так и остался в России, где стал известен под именем Иван Яковлевич Де Росси (или Россий). Приняв русское подданство, зодчий работал в Александро-Невской лавре и стал одним из авторов церкви Феодора Ярославича (первым проектировщиком храма был зодчий П. А. Трезини, затем, целое десятилетие — Де Росси).
Также Де Росси работал над Церковью Благовещения Пресвятой Богородицы, старейшим храмом Петербурга, сохранившимся до наших дней (первоначально зодчим также был Трезини, руководивший постройкой церкви в 1717—23 годы, затем, в 1764—65, храм был перестроен по проектам Расторгуева и Де Росси).
Умер, по разным данным, в 1769 или 1770 году.
Его сын, Пётр, участвовал в Семилетней войне, был ранен и, дослужившись до чина полковника, умер в 1770-х годах. Внук — Игнатий Петрович Россий (1765—1814).